# Comunità montana Penisola Amalfitana
La Comunità montana Penisola Amalfitana era una comunità montana campana, in provincia di Salerno, con sede a Tramonti. L'Ente è stato soppresso nel 2008 dalla Regione Campania nell'ambito di un piano di riorganizzazione orientato al contenimento dei costi, poiché i comuni aderenti difettavano nei requisiti altimetrici fissati dalla nuova normativa regionale. In tal senso è stata accorpata alla Comunità montana Monti Lattari - Penisola Sorrentina, escludendo in entrambi i comuni che hanno accesso al mare, dando vita alla Comunità montana Monti Lattari.
La comunità comprendeva quindici comuni:
- Amalfi
- Atrani
- Cetara
- Corbara
- Conca dei Marini
- Furore
- Maiori
- Minori
- Positano
- Praiano
- Ravello
- Sant'Egidio del Monte Albino
- Scala
- Tramonti
- Vietri sul Mare

Tra i comuni aderenti all'ex Comunità Montana Penisola Amalfitana, solo Corbara, Sant'Egidio del Monte Albino, Scala e Tramonti sono stati ammessi nella Comunità montana Monti Lattari.

## Simboli
Lo stemma e il gonfalone erano stati concessi con decreto del presidente della Repubblica del 15 novembre 2006.
(D.P.R. 15.11.2006)
Il gonfalone era un drappo di bianco con la bordatura di verde.